# 1547
1547 је била проста година.

## Догађаји

### Јануар
- 28. јануар — Енглески краљ Хенри VIII умире; наслеђује га деветогодишњи син Едвард VI.

### Април
- 24. април – Битка код Милберга

## Смрти

### Јануар
- 28. јануар — Хенри VIII Тјудор, енглески краљ

### Март
- 31. март — Франсоа I Валоа, француски краљ

### Август
- 2. децембар — Ернан Кортес, шпански конкистадор